# Departamento de Nueva Asunción (Paraguay)
El Departamento de Nueva Asunción fue uno de los diecinueve departamentos que formaban la República del Paraguay desde 1973 hasta 1992, año en el que se fusionó con el Departamento de Boquerón. 
Correspondía en ese tiempo al Departamento XVIII de la República del Paraguay (número dieciocho) y su capital era Eugenio A. Garay.
Estaba ubicado al noroeste de la región occidental del país, limitaba al oeste y noroeste con Bolivia, al norte, noreste y este con el extinto Departamento de Chaco (que corresponde a parte del actual Departamento de Alto Paraguay), al sureste con el Departamento de Alto Paraguay y al sur con el Departamento de Boquerón.
Debido a su poca población y a su lejana ubicación en el noroeste del Chaco Boreal, el territorio terminó fusionándose en el año 1992 con Boquerón, formando el actual Departamento de Boquerón.